# 草酸氧钒
草酸氧钒是四价钒的草酸盐，化学式为VOC2O4。

## 制备
将草酸溶于水，在60°C时加入五氧化二钒，产生黄色悬浊液，之后随着还原的进行，溶液变绿，再变蓝，最后pH为2~3时得到产物。

## 化学性质
草酸氧钒热分解，得到二氧化钒。